# The Kills
The Kills es una banda de indie rock formada por la estadounidense Alison "VV" Mosshart y el guitarrista británico Jamie "Hotel" Hince.

## Historia
Mosshart estaba previamente en una banda punk rock de Florida: Discount, y Hince en la banda británica de rock Scarfo y Blyth Power: un grupo anarcho-punk. Se conocieron cuando Mosshart escuchó a Hince practicar con la guitarra en la habitación de debajo suya en el hotel y en el momento en el que sus respectivas bandas se separaron ellos comenzaron con esta relación musical.
Durante meses, ambos se encargaron de enviar sus grabaciones a través del Atlántico; después de esta prueba, que permite someter a un test la paciencia de ambos artistas ya que hacen falta semanas para recibir los registros, Mosshart despega de su Florida natal para Londres.
Procurando cambiar su estilo anterior, Mosshart e Hince, hacen de su nuevo proyecto el año cero de sus carreras, renombrándose respectivamente VV y Hotel, y comienzan a escribir juntos con la ayuda de una caja de ritmos canciones minimalistas.
En 2001 sacan una demo que es muy bien recibida. Registrados bajo el nombre » VV AND HOTEL «, participan con » Restaurant Blouse » en el recopilatorio ‘If the Twenty-First Century Did Not Exist, It Would Be Necessary to Invent It’. Poco después, sacan su ‘Black Rooster EP’ bajo la discográfica británica independiente Dominó Récords, distribuido en los Estados Unidos por Dim Mak Records. 
El disco no habría podido demostrar más claramente su salida de sus dos grupos precedentes. Es Lo-fi a la vez musicalmente y estéticamente. En él se muestran fotos de Mosshart e Hince tomadas en un fotomatón más bien que en un estudio profesional. Musicalmente, el álbum es una mezcla entre Garage rock y Blues. Aunque el grupo cite PJ Harvey, The Velvet Underground y Royal Trux como influencias inmediatas, la prensa musical los compara con el dúo mixto de garage rock, The White Stripes.

## Discografía

### Álbumes
| Año  | Álbum                  |
| ---- | ---------------------- |
| 2003 | Keep on Your Mean Side |
| 2005 | No Wow                 |
| 2008 | Midnight Boom          |
| 2011 | Blood Pressures        |
| 2016 | Ash & Ice              |

### EP
- Black Rooster EP (Domino, 2002)
- Fried My Little Brains (Red Meat Heart Japan, Domino, 2003)
- Fuck The People ("limited 7") (Domino, 2003)
- Run Home Slow (Rogue Trade, 2005)
- Black Balloon EP (Domino, 2009)
- Echo Home Non-Electric EP (Domino, 2017)

### Sencillos
| Año  | Sencillo                                   | Mejor posición en listas | Mejor posición en listas | Álbum                  |
| Año  | Sencillo                                   | UK                       | FRA                      | Álbum                  |
| ---- | ------------------------------------------ | ------------------------ | ------------------------ | ---------------------- |
| 2003 | «Fuck the People»                          | —                        | —                        | Keep on Your Mean Side |
| 2003 | «Fried My Little Brains»                   | 55                       | —                        | Keep on Your Mean Side |
| 2003 | «Pull a U»                                 | 80                       | —                        | Keep on Your Mean Side |
| 2005 | «The Good Ones»                            | 23                       | —                        | No Wow                 |
| 2005 | «Love Is a Deserter»                       | 44                       | —                        | No Wow                 |
| 2006 | «No Wow»                                   | 53                       | —                        | No Wow                 |
| 2008 | «U.R.A. Fever»                             | —                        | —                        | Midnight Boom          |
| 2008 | «Cheap and Cheerful»                       | —                        | —                        | Midnight Boom          |
| 2008 | «Last Day of Magic»                        | —                        | —                        | Midnight Boom          |
| 2009 | «Tape Song»                                | —                        | 81                       | Midnight Boom          |
| 2009 | «Black Balloon»                            | —                        | 74                       | Midnight Boom          |
| 2009 | «Willow Weep for Me» (Frank Sinatra Cover) | —                        | —                        | His Way, Our Way       |
| 2011 | «Satellite»                                | —                        | —                        | Blood Pressures        |
| 2011 | «Future Starts Slow»                       | —                        | —                        | Blood Pressures        |
| 2012 | «The Last Goodbye»                         | —                        | —                        | Blood Pressures        |

### Otros
- "Restaurant Blouse" (en la recopilación If the Twenty-First Century Did Not Exist It Would Be Necessary to Invent It, 5 Rue Christine 2002)
- "I Call It Art" (en Monsieur Gainsbourg Revisited, álbum tributo, Barclay 2005)
- "Meds" (Placebo con Alisson Mosshart, en Meds, 2006)
- "Rodeo Town" (Jesse Malin en "On Your Sleeve", 2008)
- "I'm Set Free" (escrita por Lou Reed, interpretada por The Kills, 2006)

### Promos y videos musicales

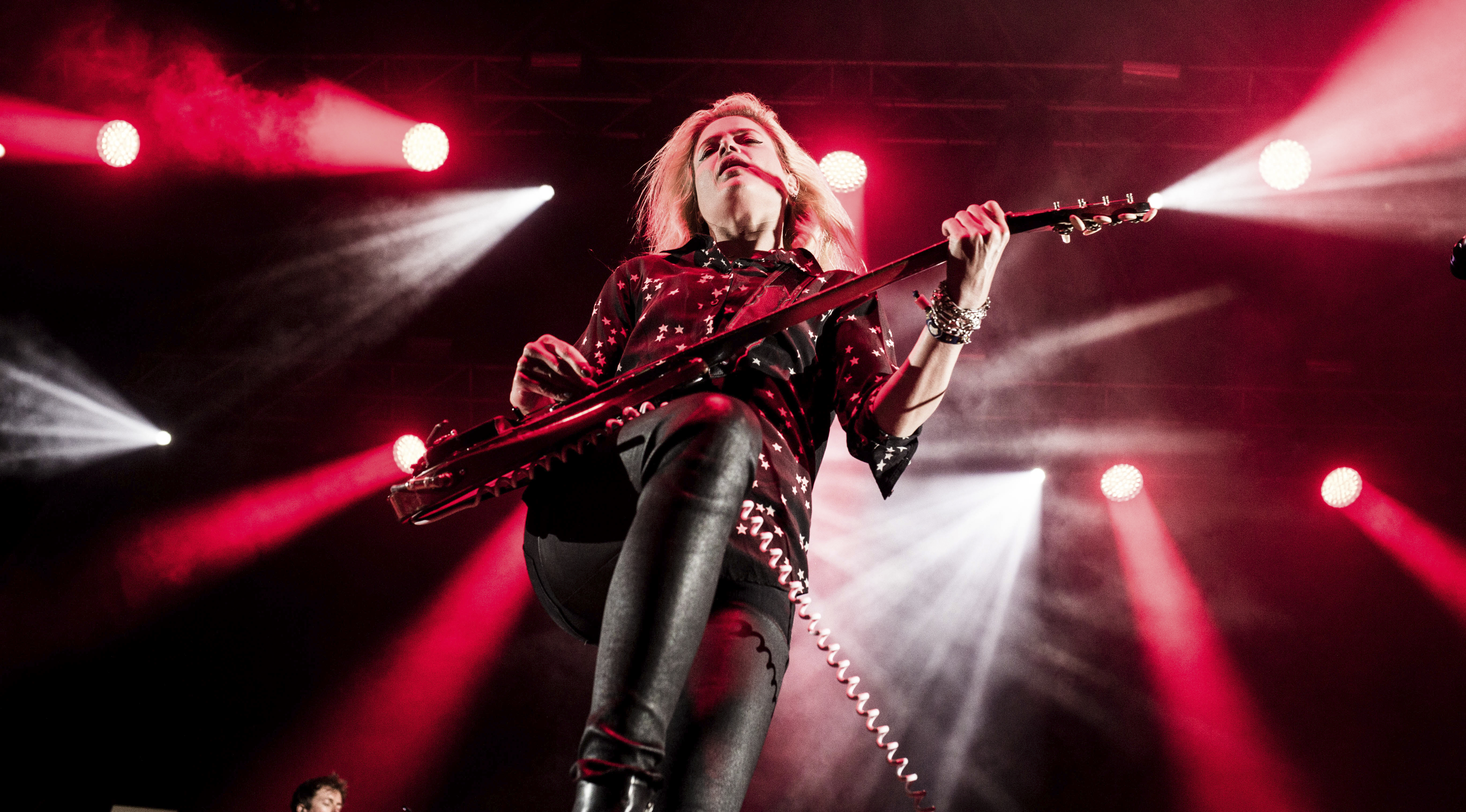
The Kills en el Festival Internacional de Benicasim de 2016

- "Wait" (Novembiembre 2002, dirigido por The Kills & Craig Nicholls)
- "Fried My Little Brains" (2003, dirigido por Grant Gee)
- "Cat Claw" (en vivo, 2003, dirigido por Vanessa Moss)
- "Superstition" (2003, dirigido por Pete Mellor & Matt Huntley)
- "Kissy Kissy" (febrero de 2005, dirigido por Morgan Lebus)
- "The Good Ones" (febrero de 2005, dirigido por Rojo)
- "Love Is A Deserter" (abril de 2005, dirigido por Mark Davis)
- "No Wow" (septiembre de 2005, dirigido por Kenneth Cappello)
- "No Wow" (octubre de 2005, dirigido por United Visual Artists)
- "U.R.A. Fever" (diciembre de 2007, dirigido por Sophie Muller)
- "Cheap and Cheerful" (enero de 2008, dirigido por Sophie Muller)
- "Last Day of Magic" (mayo de 2008, dirigido por Sophie Muller)
- "Tape Song" (mayo de 2008, dirigido por The Kills)
- "Satellite" (febrero de 2011, dirigido por Sophie Muller)
- "Baby Says" (noviembre de 2011, dirigido por Ben Crook)
- "The Last Goodbye" (enero de 2012, dirigido por Samantha Morton)